# دم‌پارویی کوهی
دم‌پارویی کوهی(نام علمی: Prioniturus montanus) نام یک گونه از سرده دم‌پارویی است.